# Seewaldseen
Die Seewaldseen, bestehend aus dem Oberen Seewaldsee und dem Unteren Seewaldsee, sind die einzigen Badeseen im baden-württembergischen Landkreis Ludwigsburg.

## Lage
Die Seen liegen nordwestlich des Dorfes Horrheim von Vaihingen an der Enz am linken Ufer des Steinbachs, der wenig abwärts von ihnen in die Metter mündet.

## Nutzung
Beide Seen werden beangelt und während des Sommers auch als Badeseen genutzt. Am oberen See wird in Freikörperkultur gebadet. Wegen der vergleichsweise kleinen Seeflächen und der vielen Badenden kommt es regelmäßig zu Konflikten mit den Anglern. In direkter Nähe zu den Seen gibt es außerdem einen Kinderspielplatz und Grillgelegenheiten.

## Wasserqualität
Für die Überwachung der Wasserqualität der beiden Seen ist das Gesundheitsamt des Landkreises zuständig. Laut der Badegewässerverordnung des Landes müssen die Seen einmal vor und fünfmal während der Badesaison geprüft werden. Dabei gab es in den letzten Jahren immer die beste Bewertung (Stand: März 2013), die beiden Seen haben eine ausgezeichnete Qualität und sind zum Baden gut geeignet.